# Casemate de Guillaumes
La casemate de Guillaumes, appelée aussi casemate des gorges de Daluis, est une casemate STG (section technique du génie) de 2e ligne de résistance (ou deuxième position de résistance) de la « ligne Maginot alpine ». Elle faisait alors partie du « quartier du Haut-Var » appartenant au « sous-secteur Mounier » dans le cadre du « secteur fortifié des Alpes-Maritimes ».

## Localisation
La casemate est située à 765 mètres d'altitude, à l'entrée amont des gorges rouges de Daluis, en rive droite (ouest) du Var sur la commune de Guillaumes dans le département des Alpes-Maritimes. Il s'agit d'une casemate STG de 2e position de résistance implantée à deux kilomètres en aval du bourg de Guillaumes pour en interdire l'accès aux envahisseurs éventuels venus du nord c'est-à-dire de la vallée supérieure du Var ou alors de son affluent le Tuébi et, dans ce cas, de la commune de Péone-Valberg.

## Description
La casemate est équipée de quatre créneaux de tir dont celui du nord-ouest (à droite en venant du nord) pour un canon antichar AC25, deux autres (nord-est et est) pour une mitrailleuse et celui du sud pour un fusil-mitrailleur. L'entrée, située à l'arrière (vers le sud), est défendue par un petit créneau chargé également de barrer la route aux ennemis éventuels venus de Daluis ou ayant simplement réussi à contourner la casemate.

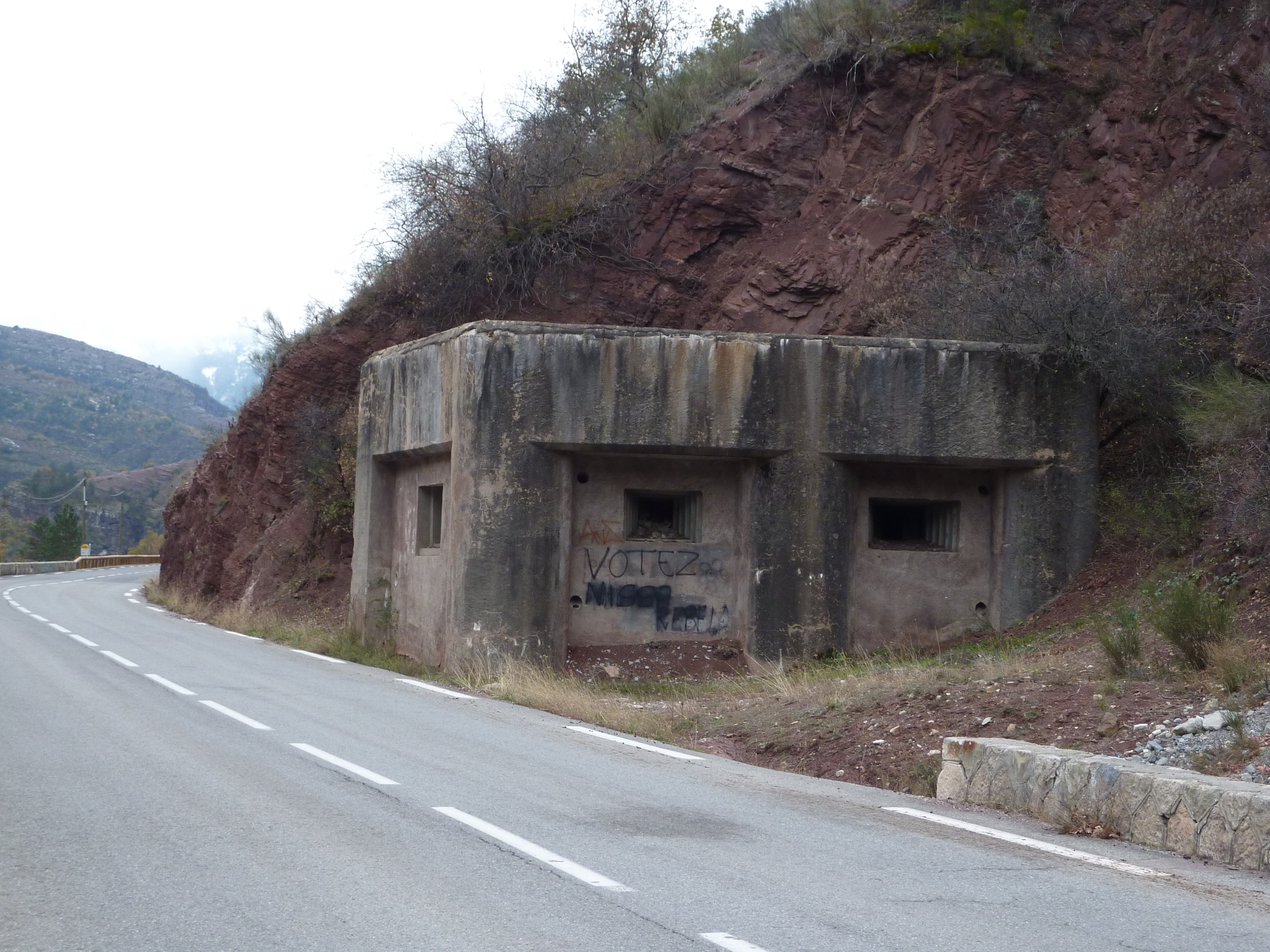
Casemate vue du nord en venant du bourg de Guillaumes par la route de rive droite (ouest) du Var.
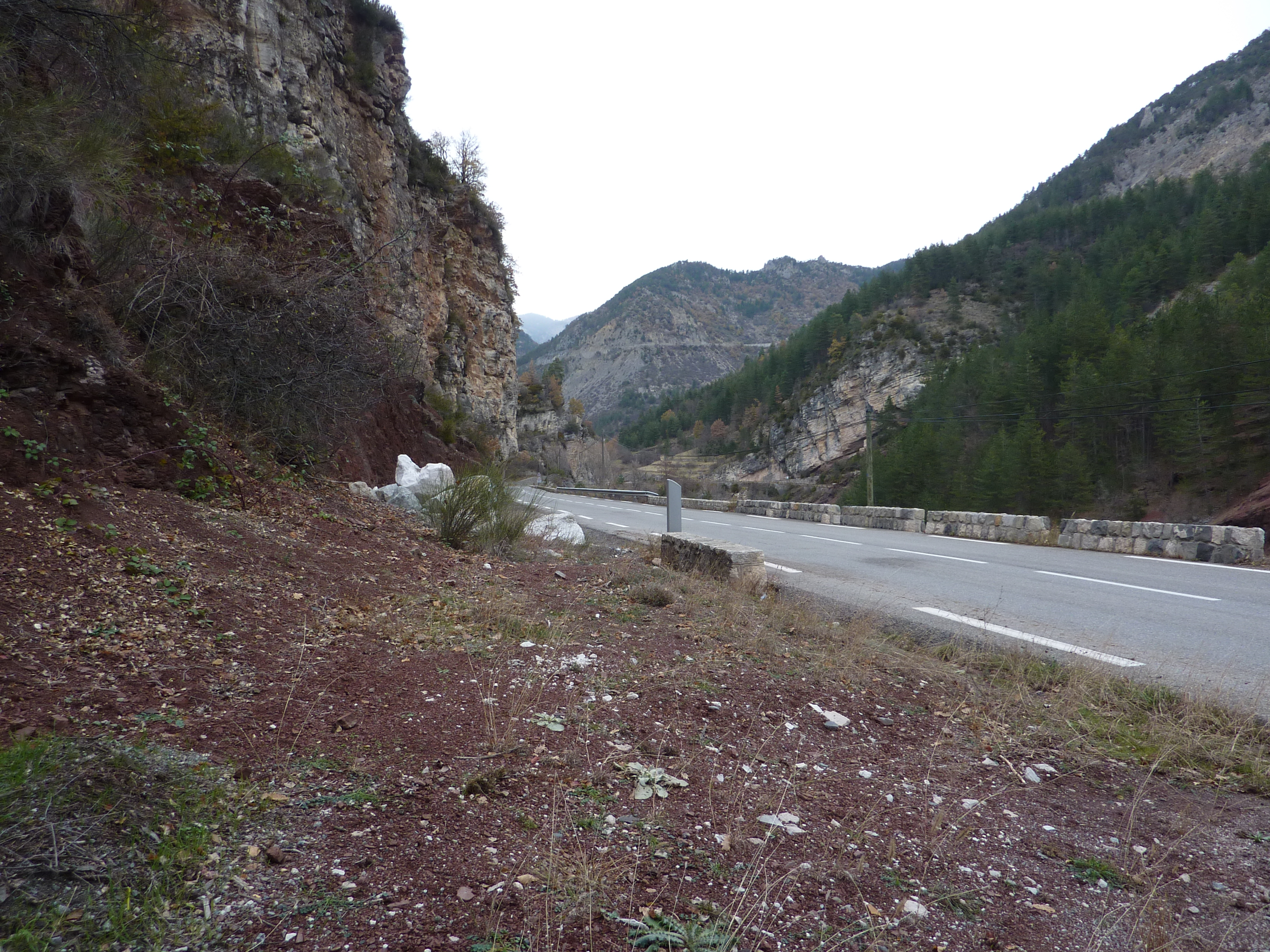
De la casemate, vue vers le nord sur la route venant de Guillaumes en rive droite (ouest) du Var.
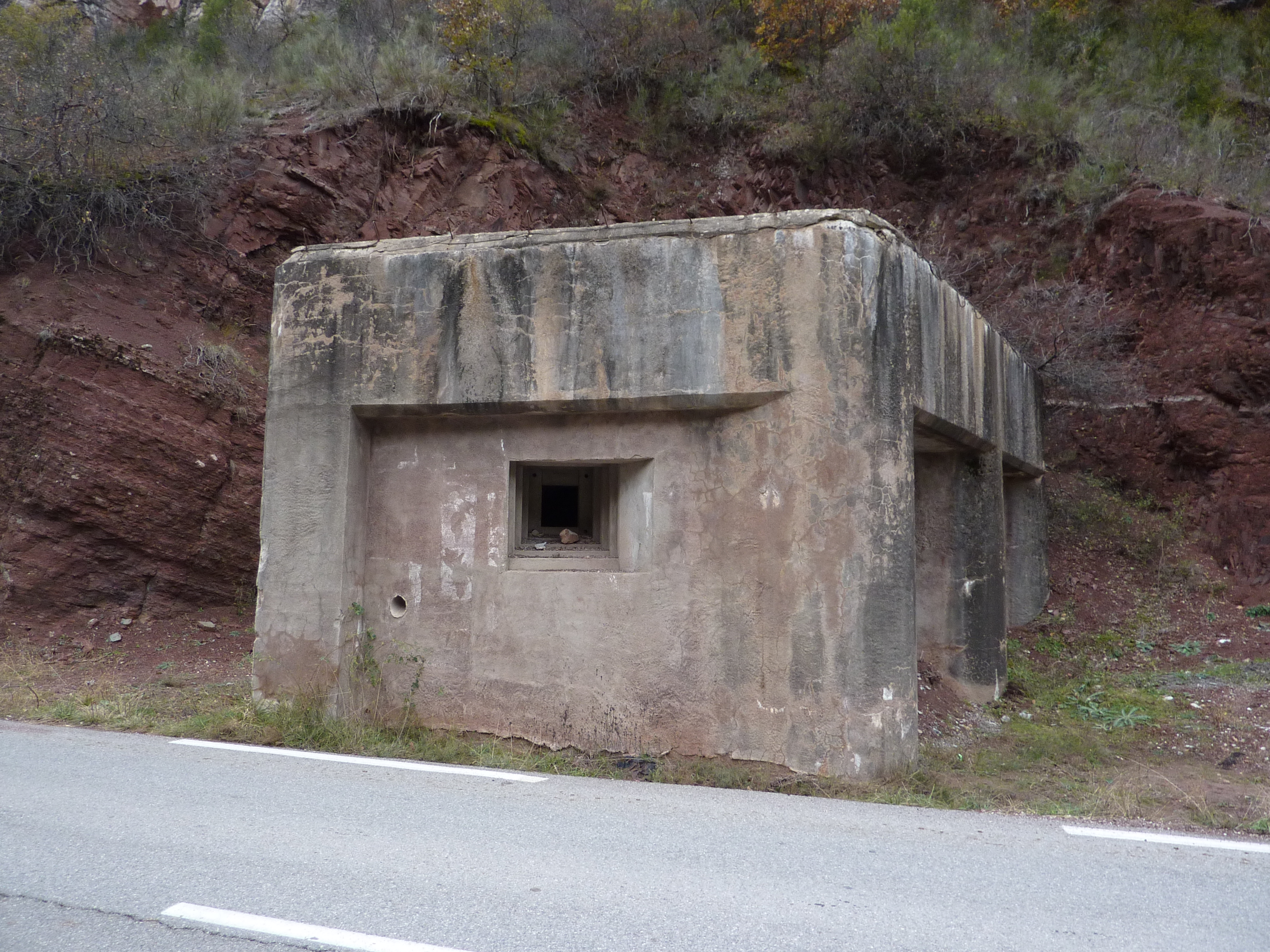
Casemate vue de l'est avec son créneau dirigé vers la route de Tireboeuf située en rive gauche (est) du Var.
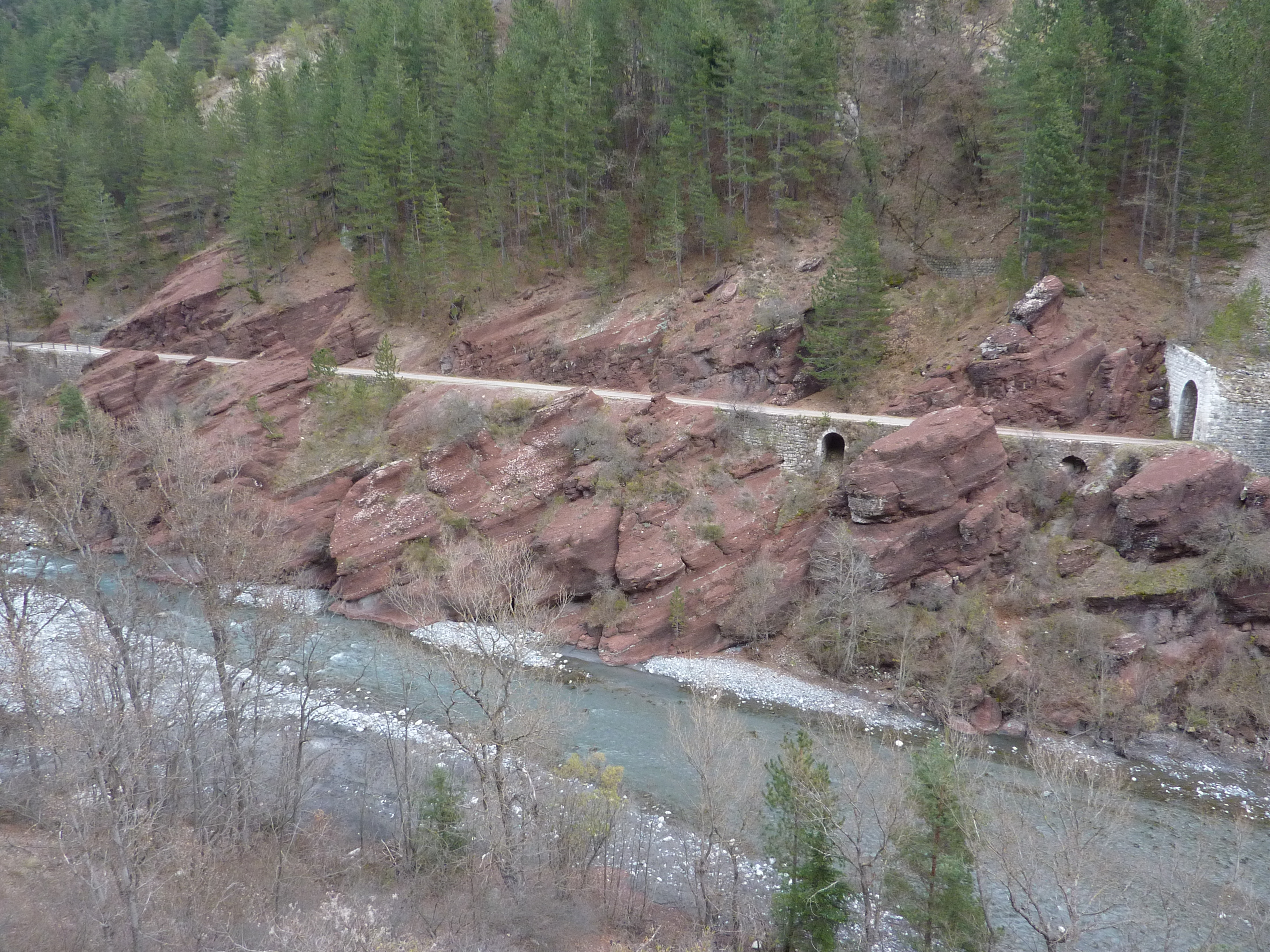
De la casemate, vue vers l'est sur la route de Tireboeuf en rive gauche (est) du Var.
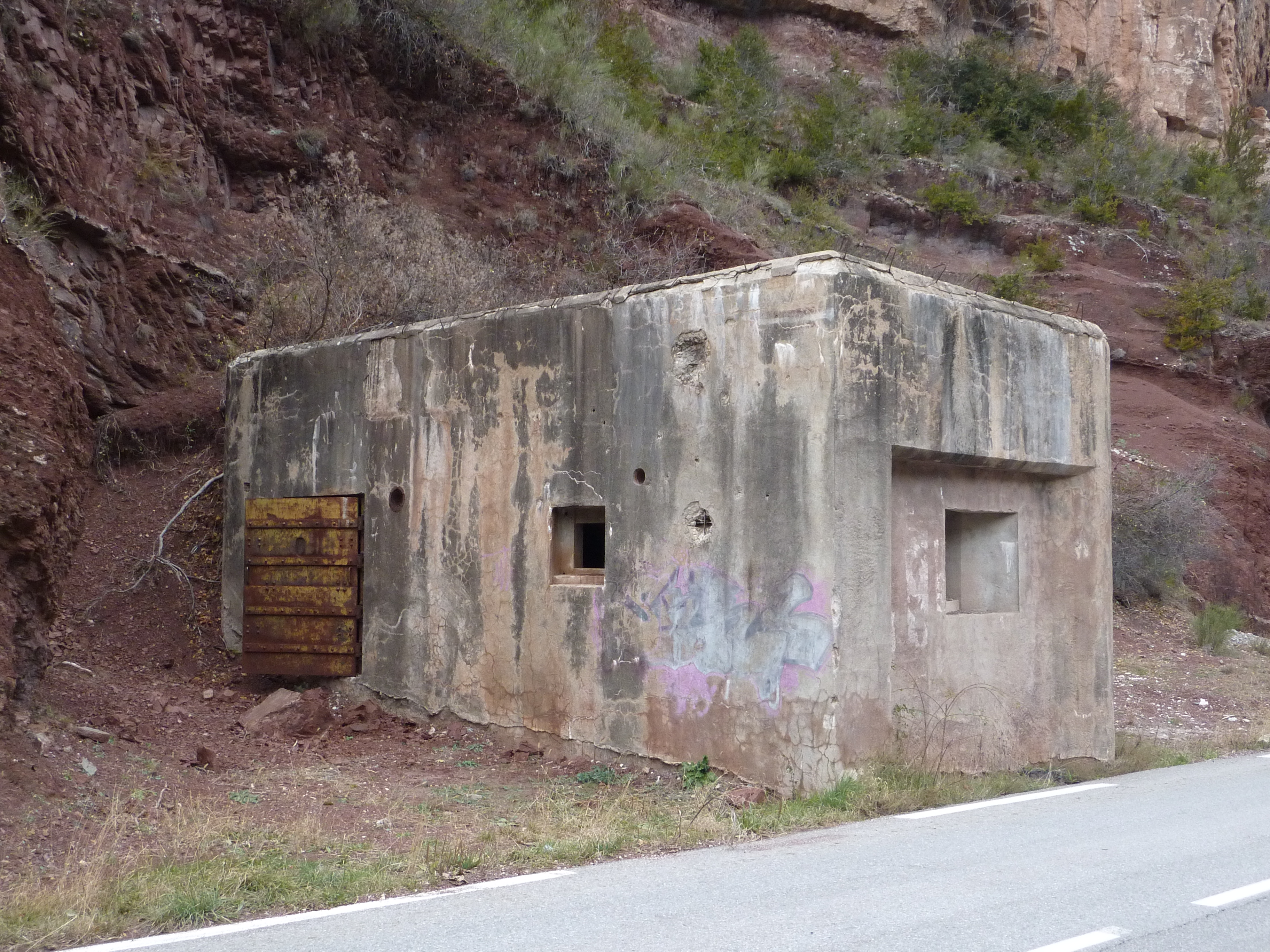
Vue du sud, partie arrière de la casemate avec sa porte d'entrée et son petit créneau défensif.
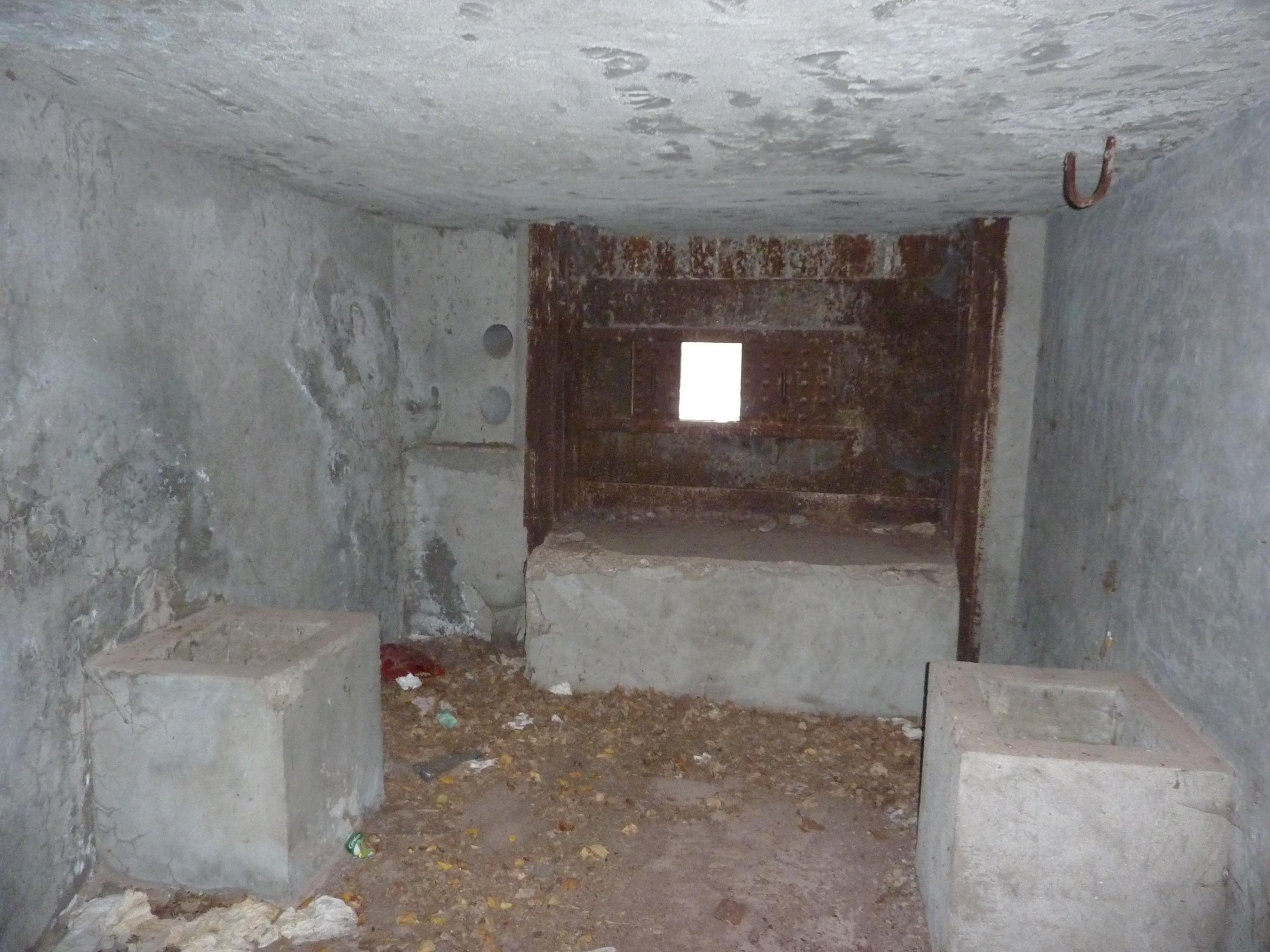
Intérieur de la première salle de la casemate avec son créneau nord pour canon antichar.
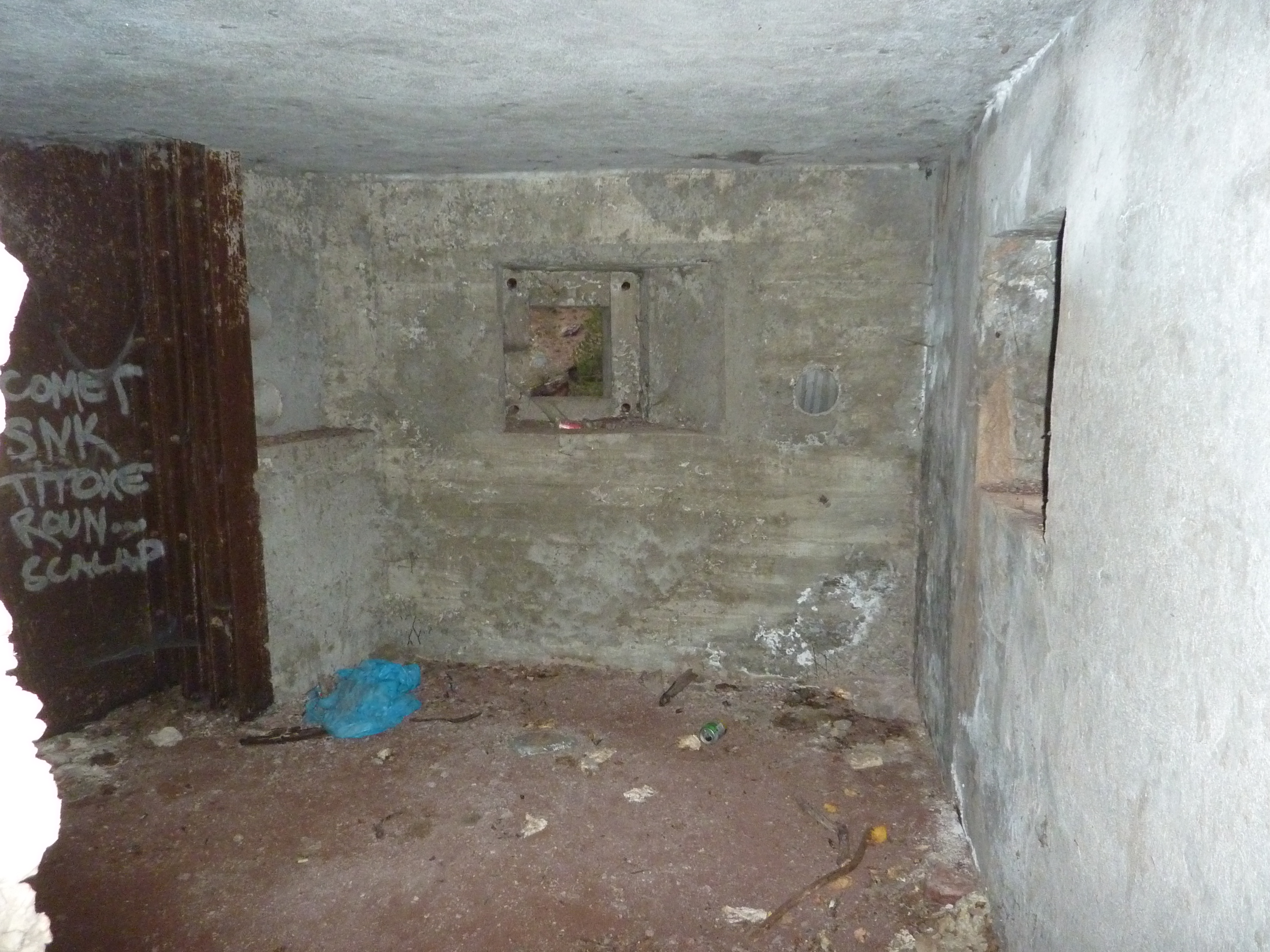
Vue de la deuxième salle à 3 créneaux. On en voit un obturé (est) et un autre à droite (sud).